# Nymphula fusalis
Nymphula fusalis là một loài bướm đêm trong họ Crambidae.